# Бассани, Джорджо
Джо́рджо Басса́ни (итал. Giorgio Bassani; 4 марта 1916[…], Болонья — 13 апреля 2000[…], Рим) — итальянский прозаик и поэт, известный своей прозой из жизни феррарских евреев.

## Биография
Джорджо Бассани родился в Болонье в еврейской семье. Детство и отрочество провёл в Ферраре с матерью Дорой, отцом Энрико, который был доктором, братом Паоло и сестрой Дженни. Феррара оказала решающее влияние на становление будущего писателя.
Окончил филологический факультет Болонского университета. В 40-е годы вёл антифашистскую деятельность, за что был заключён в тюрьму, затем участвовал в движении Сопротивления.
Сотрудничал с крупнейшими издательствами и журналами. Снятый по выдержавшему десятки переизданий роману писателя «Сад Финци-Контини» (1962) фильм был отмечен премией Оскар в 1971 году как лучшая иностранная картина и в том же году удостоился Золотого медведя Берлинского кинофестиваля. Были экранизированы и два других произведения Джорджо Бассани — книга рассказов «Пять феррарских историй» (La lunga notte del '43 — «Долгая ночь в 43-м», 1960) и роман «Очки в золотой оправе» (Gli occhiali d’oro, 1987). Книга «Пять феррарских историй» (1956) была отмечена премией Стрега, роман «Сад Финци-Контини» (1962) — премией Виареджо.
Умер в Риме 13 апреля 2000 года после продолжительной болезни; похоронен на еврейском кладбище в Ферраре.

## Произведения
- Пять феррарских историй (Cinque storie ferraresi), 1956 (на русском языке — «В стенах города», М.: Текст, 2010)
- Очки в золотой оправе (Gli occhiali d’oro)  (1958, роман экранизирован в 1987 году)
- Феррарские истории (Storie ferraresi), 1960
- Сад Финци-Контини (Il giardino dei Finzi-Contini), 1962 (на русском языке — «Сад Финци-Контини», М.: Текст, 2008)
- За дверью (Dietro la porta), 1964
- Цапля (L’airone), 1968
- Феррарский роман (Il romanzo di Ferrara), 1973

### Лирика
- Истории бедных влюблённых (Storie di poveri amanti), 1945
- Te lucis ante, 1947
- В рифму и нет (In rima e senza), 1983